# Trouville
Trouville, oft auch Trouville-Alliquerville genannt, ist eine französische Gemeinde mit 617 Einwohnern (Stand 1. Januar 2022) im Département Seine-Maritime in der Region Normandie.

## Geografie
Trouville liegt im Pays de Caux, 43 Kilometer östlich von Le Havre.

## Geschichte
Die Gemeinde besteht aus den beiden Dörfern Trouville und Alliquerville.
Der Name Trouville leitet sich aus dem anglo-skandinavischen Namen Torold her, einer Variante des norwegischen Thorwald und dem altfranzösischen Wort ville, Bauernhof (lateinisch Villa rustica), dann Dorf. Aus der für 1240 nachgewiesenen latinisierten Form Thorouvilla wurde schließlich Trouville.
Die Herleitung aus dem Namen Torold trifft für die Ortsnamen Thérouldeville, Turretot, Bourgtheroulde sowie die anderen Orte namens Trouville in der Normandie zu.
Der Name Alliquerville leitet sich ab aus Alichervilla, 1111–1118, dem Bauernhof des Alitcharius (Alitkar). Letzteres ist ein germanischer zweigliedriger Personenname mit den Bestandteilen alit und kar.
| Bevölkerungsentwicklung | Bevölkerungsentwicklung | Bevölkerungsentwicklung | Bevölkerungsentwicklung | Bevölkerungsentwicklung | Bevölkerungsentwicklung | Bevölkerungsentwicklung | Bevölkerungsentwicklung |
| ----------------------- | ----------------------- | ----------------------- | ----------------------- | ----------------------- | ----------------------- | ----------------------- | ----------------------- |
| Jahr                    | 1962                    | 1968                    | 1975                    | 1982                    | 1990                    | 1999                    | 2009                    |
| Einwohner               | 374                     | 404                     | 415                     | 501                     | 537                     | 563                     | 603                     |

## Gemeindepartnerschaft
Trouville unterhält eine Partnerschaft zum Bad Essener Ortsteil Hüsede.

## Persönlichkeiten
- Jacques Bouteloup (1918–2010), Mathematiker